# Classe 1999
Classe 1999 (Class of 1999), noto in Italia anche come 1999 – Terrore in classe, è un film del 1990, diretto da Mark L. Lester.

## Trama
In un futuro non troppo lontano, i ragazzi del Liceo Kennedy di Seattle sono abituati ad andare a scuola armati e con intenzioni poco amichevoli. Il capo dei Black Hearts, una delle due bande principali, è Cody Culp, nato e cresciuto nella violenza delle strade ma che nonostante tutto, specialmente dopo il carcere, mostrerà una spiccata rettitudine e autocontrollo in una società ormai disastrata.
Per frenare le crescenti violenze, gli insegnanti, ormai esausti, vengono sostituiti da Mr. Hardin, Mss. Connors e Mr. Bryles, i tre cyborg progettati dal Dr. Forrest per conto della Mega-Tech, affinché possano tenere sotto controllo gli studenti più pericolosi. Nella scuola, solo il preside Miles Langford è a conoscenza del progetto, tentando il tutto per tutto, nella speranza che il liceo Kennedy torni un istituto normale senza più pericoli.
Il team di scienziati, facenti capo al Dr. Forrest, osserva dal proprio laboratorio segreto, installato nella scuola, i progressi comportamentali dei tre cyborg. Già dai primi giorni essi dimostrano una disciplina ferrea: qualora gli studenti dovessero dimostrarsi eversivi e violenti, le macchine gli infliggono punizioni sia psicologiche che corporali molto violente.
Intanto, nasce un'amicizia e un'intesa particolare tra Cody e la figlia del preside, e saranno loro stessi ad indagare sulla vera natura degli insegnanti, arrivando persino ad irrompere in casa loro per cercare prove certe.
In principio, si fa per dire, tutto sembra andare liscio, ma passerà poco tempo prima che il programma, all'interno dell'hardware XT6 installato nei cyborg, cominci a dare i primi segni di malfunzionamento. Questo provocherà l'uccisione di alcuni studenti disobbedienti ed eversivi, che d'ora in poi saranno visti come nemici da neutralizzare. I tre androidi, infatti, altro non sono che battledroidi, macchine destinate agli scontri bellici, i e dati di programmazione bellici all'interno dell'hardware XT6 furono non cancellati, ma semplicemente sovrascritti da nuovi basati sull'insegnamento e la disciplina. Questi ultimi faranno assolutamente fiasco, lasciando che i vecchi programmi militari riprendano il sopravvento, e gli androidi tornano alla loro originale forma militare.
Si compirà un vero e proprio scenario di guerra dove gli insegnanti, per aizzare le bande dei Black Hearts e dei Razor Heads tra di loro, uccideranno uno dei componenti delle rispettive gang.
Nel frattempo, il preside Langford scopre dal Dr. Forrest la vera natura dei tre cyborg e che sono stati mandati nell'istituto col solo scopo di essere collaudati. L'uomo tenta di imporsi esigendo l'immediata disattivazione degli androidi, ma Bryles, a seguito di un comando di Forrest, lo afferra al collo e lo solleva con un braccio, uccidendolo. Al contempo tutto il team di scienziati del Dr.Forrest viene massacrato nel laboratorio, in quanto favorevole alla disattivazione degli androidi per un check up ed update completo. I cyborg a questo punto diventano assolutamente incontrollabili, massacrando chiunque ostacoli il loro piano di far scoppiare una vera e propria guerra. Cody capisce che dietro le tante morti degli studenti ci sono gli insegnanti e convince Hector, capo dei Razor Heads e suo acerrimo nemico, ad allearsi con lui per distruggere gli insegnanti.
Sarà proprio nella scuola che si svolgerà la violenta battaglia finale, con i Black Hearts e i Razor Heads da una parte e i tre docenti dall'altra, i quali riveleranno finalmente le loro vere sembianze e il potente armamento di cui sono provvisti. Mentre le due gang sono alla ricerca di Christie, rapita e rinchiusa nella scuola, si imbattono nel corridoio con la Connors, il cui braccio sinistro si liquefà, rivelando un lanciafiamme a lunga gittata con il quale darà del filo da torcere ai ragazzi, ma Cody e i restanti membri riescono momentaneamente a seminarla. Una volta fuggiti, si imbattono nel Signor Bryles il quale rivelerà a questo punto la sua arma installata al braccio destro, ossia un lanciamissili rotante col quale fa saltare in aria altri membri, mentre Cody, Curt e Hector fuggono. Cody e Curt troveranno finalmente Christie in una gabbia/cella allestita per tenere in isolamento gli studenti, la salvano, ma ad aspettarli c'è il Signor Hardin, la cui arma è una pinza a 3 punte con una fresa al centro. Curt soccombe, ma Cody gli distrugge la testa sparandogli in bocca con un'uzi.
Fuggiti via, Cody e Christie si riscontrano con la Connors e si nascondono nell'aula di chimica. Cody, avendo un piano di far saltare in aria la loro inseguitrice, dirà alla sua ragazza di aprire tutti i rubinetti del gas presenti nella stanza, e quando la Connors si avvicina, mentre fuggono dall'aula il ragazzo si farà attaccare con il lanciafiamme, che a contatto coi gas esploderà distruggendo definitivamente il cyborg.
Mentre pensano a lasciare la scuola, ritrovano Hector e malauguratamente anche Bryles che li insegue fino in cortile. Mentre Hector lo distrae facendosi mirare, Cody e Christie si mettono alla guida di uno scuolabus dove, a tutta velocità, travolgono il cyborg e lo proiettano insieme al mezzo contro la scalinata della scuola causando un'esplosione.
Cercando un'altra via d'uscita, si imbattono nel Dr. Forrest che cattura Christie puntandole la pistola alla tempia. Inoltre, Bryles sopravvive all'impatto e all'esplosione rivelando il suo endoscheletro cibernetico, e una volta rialzatosi continua a cercarli per neutralizzarli. Nel frattempo Forrest spiega ai ragazzi che avrebbe fatto molti milioni con i suoi androidi e che tutto l'accaduto dovrà essere messo a tacere per mantenere inalterata la propria reputazione anche a costo di uccidere i tre. Hector tenta di uccidere il dottore con un coltello da lancio, ma è troppo lento e viene colpito. Il dottore a sua volta viene neutralizzato dal cyborg con un pugno alla schiena che gli trapassa l'addome. Con l'unico obiettivo lo sterminio, Bryles attacca i due ragazzi, colpisce Cody con un rovescio dalla parte del lanciarazzi e inizia a inseguire Christie. La ragazza però riesce a portarlo sopra ad una scala, e Cody, ripresosi dalla botta, sale su un muletto e con la punta del pallet trafigge il cyborg alla schiena; a questo punto Christie gli mette una catena al collo, permettendo a Cody di ruotare con il muletto e, attorcigliando la catena, gli stacca la testa dal torso, distruggendolo definitivamente. La fine del film intravede Cody e Christie che escono abbracciati dalla scuola, oramai completamente distrutta.

## Distribuzione
Per l'uscita in home video dell'edizione italiana su DVD è stato realizzato un nuovo doppiaggio.

## Sequel
In realtà Classe 1999 è il seguito ideale del film Classe 1984 diretto sempre da Mark L. Lester. Classe 1999 ha un sequel: Classe 1999 II - Il supplente, del 1994, diretto da Spiros Razatos.